# Lars Schmitz-Eggen

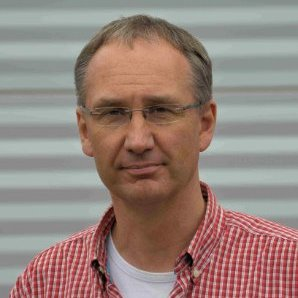
Lars Schmitz-Eggen, 2016

Lars Schmitz-Eggen (* 25. Juni 1965 in Aachen) ist ein deutscher Autor und Journalist. Seit April 2004 ist Schmitz-Eggen Chefredakteur der Zeitschrift Rettungs-Magazin sowie von www.rettungsdienst.de.

## Leben
Nach Volontariat und Studium (Abschluss: Lic. rer. publ., Lizenziat) an der FU Berlin arbeitete Schmitz-Eggen als Lokalredakteur, unter anderem für die Bergische Landeszeitung/Kölnische Rundschau. 1985/1986 war er als Lektor für den Sachbuchautor Janusz Piekałkiewicz tätig. Im Jahr 1994 wechselte er zum Feuerwehr-Magazin (Bremen); 1996 baute er das Rettungs-Magazin auf, dessen Chefredakteur er seit 2004 ist. 
Schmitz-Eggen erhielt eine Ausbildung als Rettungsassistent und engagiert sich seit 2005 in der psychosozialen Notfallversorgung (PSNV). 2018 absolvierte er eine zertifizierte Weiterbildung nach den Standards des Bundesverbandes Trauerbegleitung in Trauerbegleitung. Seit 2019 arbeitet Schmitz-Eggen als freier Journalist für diverse Auftraggeber, u. a. auch zu Themen über Sterben, Tod und Trauer.
Seit 2001 veröffentlichte er im Selbstverlag Sachbücher zu Themen der Schifffahrtsgeschichte, unter anderem Die letzte Fahrt der München (2001) und Verschollen im Packeis (2007).
Er lebt und arbeitet in Osterholz-Scharmbeck.

## Veröffentlichungen
- 2001: Die letzte Fahrt der München. BoD – Books on Demand, ISBN 3-8311-2462-0.
- 2006: Monsterwellen: wenn Schiffe spurlos verschwinden. Inselzauber Medien, ISBN 978-3-938737-12-5.
- 2007: Verschollen im Packeis: die 2. deutsche Nordpolarexpedition 1869/70. ISBN 978-3-8334-6877-3.
- 2009: Das Schicksal der "Hoheweg" : 8. November 2006: Katastrophe in den Nordergründen. BoD – Books on Demand, ISBN 978-3-8391-1996-9.
- 2012: Der Kunststoff-Schmied vom Neuen Hafen: Gustav Kuhr und die Geschichte der Bremerhavener Lunewerft. BoD – Books on Demand, ISBN 978-3-8448-2926-6.
- 2014: Shetland-Inseln: Der Reiseführer für Entdecker und Liebhaber. Independently published
- 2017: England voraus!: Geschichte der internationalen Fährschifffahrt in Bremen, Bremerhaven und Hamburg. Independently published